# Anna-Maria Johansson
Lilian Anna-Maria Johansson (født 15. februar 1982) er en tidligere svensk håndboldspiller der senest har spillet for Skövde HF. Hun stoppede på det svenske landshold lige efter VM i håndbold 2015 i Danmark.
Hun har vundet bronze ved EM i håndbold 2014 og vandt også en sølvmedalje ved EM i håndbold 2010.